# École latine
L'école latine correspond à l'école de grammaire (Grammar School) du XIVe siècle au XIXe siècle en Europe, bien que ce dernier terme soit beaucoup plus fréquent dans les pays anglo-saxons. L'accent est mis, comme son nom l'indique, sur l'apprentissage du latin. Ces écoles donnent une large place à la complexité de la grammaire de la langue latine, d'abord dans sa forme médiévale. La grammaire est l'étape la plus fondamentale du trivium et des arts Libéraux. L'objectif de l'école latine est de préparer les élèves à l'université, et d'aider ceux de la classe moyenne à s'élever au-dessus de leur statut. Il n'est donc pas inhabituel que les enfants des gens du peuple y soient inscrits, surtout s'ils ont prévu de poursuivre une carrière au sein de l'église. Même si ces écoles étaient nombreuses en Europe et ouvertes aux laïcs dès le XIVe siècle, l’Église en fait une priorité dans l'optique, en premier lieu, de former les futurs prêtres. Autour de 1450, les écoles latines commencent à diffuser l'humanisme de la Renaissance. Dans certains pays, mais pas en Angleterre, elles ont par la suite perdu en popularité, les universités et certains ordres catholiques préférant la langue vernaculaire.

## L'histoire

### Héritage médiéval

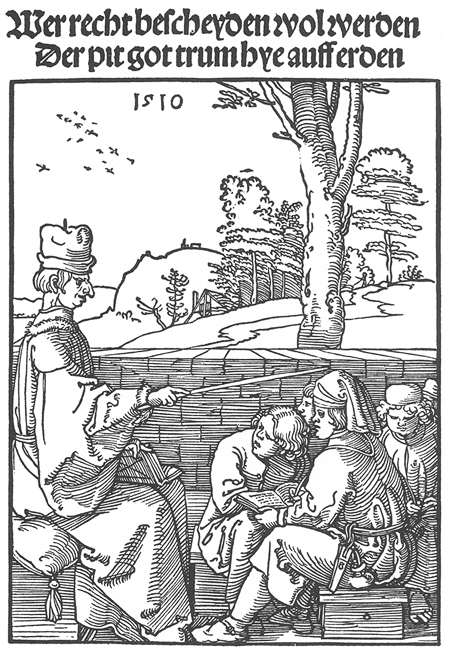
L'apprentissage du latin reposait au début de l'époque moderne sur la mémorisation de quelques textes classiques (Virgile, Ovide) et, au témoignage d’Érasme, sur les châtiments corporels. Cette gravure de Dürer montre le maître et sa férule.

Le monde médiéval considère la grammaire comme la base de tous les apprentissages. Les écoles de grammaire, autrement connues sous le nom d'écoles latines, enseignent la lecture et l'écriture en utilisant le latin, qui est la langue des universitaires, des légistes, des juristes et des religieux. Cela explique pourquoi de nombreux laïcs parlaient et écrivaient en latin. Les tribunaux, en particulier ceux de l’Église, utilisaient le latin dans leurs rituels et procédures.
Dans la plupart des cas, un cursus en école latine dure 5 ans, mais dès leur troisième année, les élèves sont considérés comme "assez bien formés" en grammaire latine pour assister le maître dans l'enseignement des plus jeunes ou des élèves les moins qualifiés. Les jeunes garçons y entrent à l'âge de 7 ans, ce qui marque la fin de la petite enfance. Cependant, les hommes plus âgés voulant étudier ne sont pas découragés tant qu'ils peuvent payer les frais d'inscription Généralement, les étudiants terminent  leur scolarité au cours de leur adolescence, mais ceux qui se destinent à la prêtrise continuent jusqu'à leur vingt-quatre ans.
Les écoles sont gérées par un comité qui emploie un enseignant dont il paye le salaire. Ces écoles sont peu surveillées par les autorités. De nombreux enseignants de Latin ouvrent leur propre école en proposant leur service au plus offrant. Ces maîtres enseignent généralement au domicile de l'élève. D'autres vivent directement au domicile de leur élève ou leur rendent visite quotidiennement. Les statuts sociaux ne sont pas un obstacle : un enfant de serf peut y étudier, avec l'accord et le paiement du seigneur.

### De la Renaissance au début des Temps modernes
Tandis que les Européens expérimentent les innovations intellectuelles, politiques, économiques et sociales de la Renaissance, les attitudes à l'égard des écoles latines se transforment. Les humanistes de la Renaissance critiquent le latin médiéval, le qualifiant de "jargon barbare". Des chercheurs comme l'humaniste hollandais, Desiderius Erasmus (1467-1563), dénoncent la façon dont l’Église l'enseigne. Il émet l'idée que la Renaissance de l'Église catholique romaine doit s'accompagner de l'étude des textes classiques. Les idées humanistes deviennent si influentes que les Italiens des cités-États réclament un nouveau type de formation en latin Émergent alors des écoles et académies centrées sur la formation en Littérature Classique, Histoire, Rhétorique, Dialectique, Philosophie de la nature, Arithmétique, Textes Médiévaux, grec ancien et langues étrangères modernes. Ce sont les études humanistes (Studia Humanitatis). L'école latine forme la base de l'éducation de l'élite italienne . Les érudits humanistes deviennent directeur d'école ou professeur de latin, de grammaire, de rhétorique et de dialectique. Guarino de Vérone, philosophe et humaniste italien, conçoit un cursus d'enseignement en trois étapes : l'élémentaire, la grammaire et la rhétorique. Les Humanistes sont convaincus qu'un individu instruit est un atout pour la société. Une éducation humaniste est une oocasion de faire progresser le statut social et de répondre à la demande d'organisations intellectuelles, politiques et économiques cherchant des travailleurs qui possèdent une connaissance du latin classique ainsi celle des classiques.
Encore considéré comme la langue de l'enseignement, le latin est estimé et utilisé fréquemment dans le champ académique. Pourtant, au début du XIVe siècle, des auteurs commencent à écrire dans la langue vernaculaire. Cette nouvelle pratique combinée à l'entrelacement du latin avec la langue du pays, même à des stades avancés de l'apprentissage, entraîne la diminution de la préséance des écoles latines par rapport aux autres institutions pédagogiques.

## Écoles latines sous l'égide de l’Église
Le clergé finance des écoles ecclésiastiques où les clercs enseignent. De nombreux historiens affirment que jusqu'en 1300, l'Église a un monopole sur l'éducation dans l'Italie médiévale. Ces écoles apparaissent autour du XIIe siècle, toutefois, très peu survivent après le XIVe siècle, remplacées par des écoles laïques en Italie. Dans certaines régions d'Espagne, à la fin du XVe siècle, l'église encourage les prêtres et les sacristains à enseigner la lecture et l'écriture.
Après la Réforme Protestante, l'Église Catholique essaye de gérer les écoles latines qui sont ouvertes par les autorités et pasteurs protestants. Jean Calvin, réformateur, enseigne la grammaire latine avec le catéchisme de Genève. Néanmoins, certains réformateurs veulent cesser d'utiliser le Latin dans l'adoration, la langue vernaculaire étant plus efficace pour faire passer une idée. Dans la dernière partie du XVIe siècle, les catholiques de la Contre-Réforme appuient la création d'écoles municipales.
Les jésuites fondent leurs propres écoles et offrent aux garçons une formation gratuite en Latin, grammaire, Philosophie, Théologie, Géographie, Doctrine Religieuse et Histoire. Il était important pour les Jésuites que la Réforme Catholique instruisent aussi bien les ecclésiastiques que les laïcs. Les Jésuites poursuivent leur mission d'éducation et prennent la responsabilité de l'enseignement au sein des écoles latines, collèges et lycées, avec d'autres ordres Catholiques, et ce, dans plusieurs pays.

## Le programme de l'école latine
Le programme de l'école latine est essentiellement fondé sur la lecture des Classiques et quelques auteurs médiévaux. Les élèves apprennent les principes de l'Ars Dictaminis, pour apprendre à écrire des lettres officielles. Les auteurs s'appuient sur des listes recensant des ouvrages pour enseigner la grammaire. Les textes d'auteur utilisés dans le programme comme support d'apprentissage de la grammaire ne sont que rarement des textes originaux : ils sont le plus souvent modifiés afin d'inclure une morale ou pour mettre en valeur des règles de grammaire. Ils sont généralement présentés sous la forme de contes ou de poèmes. Les nouveaux étudiants commencent doucement avec la grammaire de base, et continuent avec des lectures latines plus complexes comme le Donatus (Ars Minor), un manuel de syntaxes à mémoriser, ou avec des glossaires et des dictionnaires. Les enseignants utilisent des livres variés, mais le plus populaire des manuels aurait été le Doctrinale. Le Doctrinale est un long verset de grammaire latine. Ce manuel traite des parties du discours, de la syntaxe, du rythme, ainsi que des figures de rhétorique. Il est souvent désigné comme le "canon des manuels scolaires". L'étudiant plus avancé pratique la théorie et l'écriture formelle ou en prose. La poésie est une des disciplines favorites des enseignants, puisqu'elle enseigne non seulement le latin, mais aussi les métriques et le style. Ainsi, la poésie mène à une étude plus large de la grammaire latine et de la rhétorique, qui comprend l'analyse des mots et des concepts.

### Ars Dictaminis
L'Ars Dictaminis est un domaine d'étude créé dans la dernière partie du Moyen Âge en réponse à la demande croissante de communication sociale des officiels religieux et politiques. La rhétorique est une méthode de persuasion ; l' Ars Dictaminis en présente les cinq éléments :
- comment formuler une question;
- comment trouver les arguments ;
- comment trouver les mots justes et les procédés stylistiques efficaces;
- comment mémoriser le processus;
- comment trouver la bonne intonation et les gestes appropriés.

Pendant la Renaissance, cependant, la rhétorique se développe avec l'étude de la manière d'écrire des lettres et dossiers administratifs et privés. La version révisée de l'Ars Dictaminis prend sa source dans des œuvres de Cicéron, De inventione et  Rhetorica ad Herennium. Il y décrit cinq parties principales:
- la salutatio (formule de politesse),
- benevolentiae (vainqueur de l'accord du destinataire par l'intermédiaire de l'arrangement de mots),
- narratio (le point de la discussion),
- petitio (la pétition),
- et conclusio (la conclusion).

Cette présentation systématique provient de la prépondérance de l'organisation hiérarchique au Moyen-âge.

### Studia Humanitatis

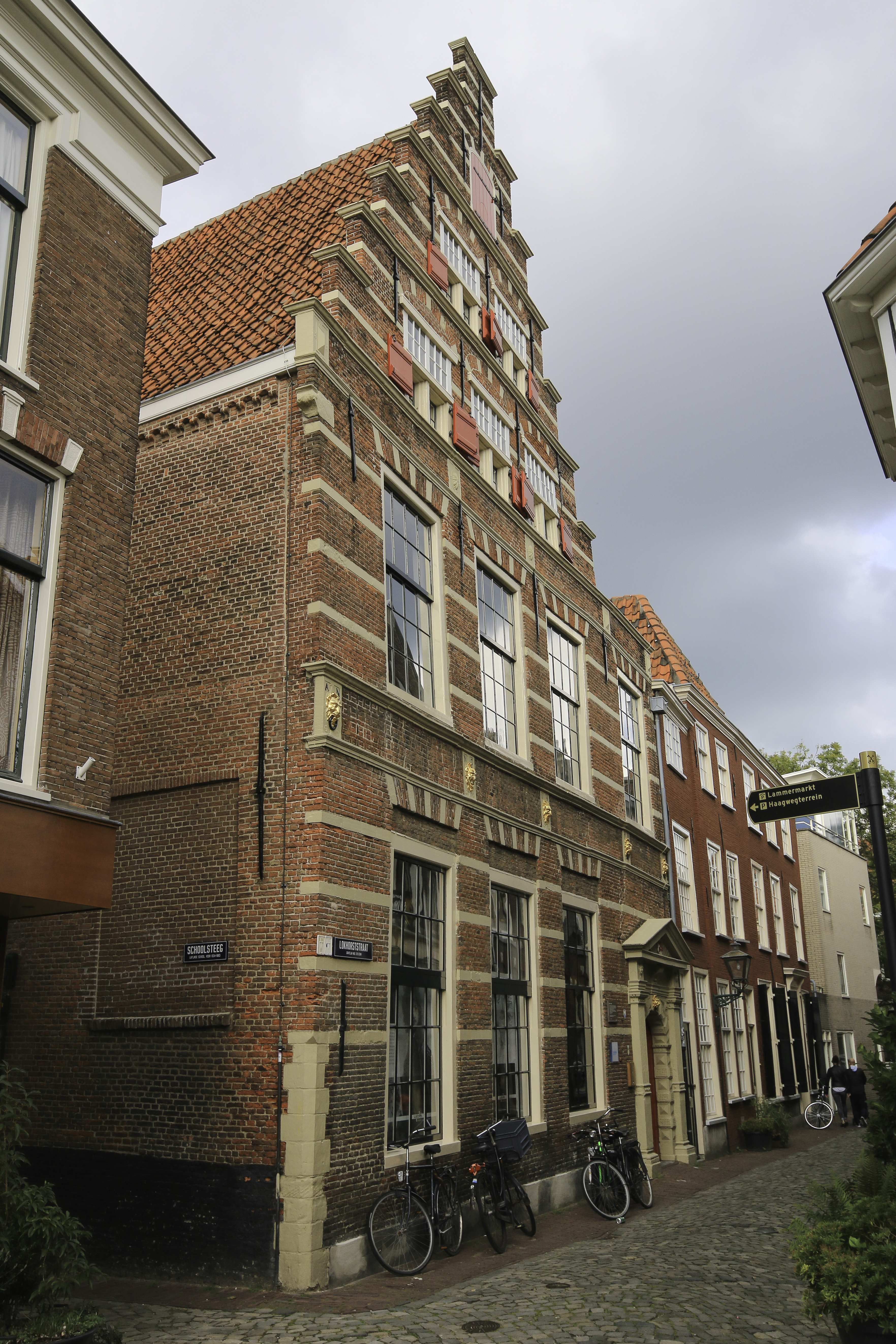
École latine de Leyde, Rembrandt y étudie de 1616 à 1620.

Studia Humanitatis est le nouveau programme fondé au début de l'époque moderne par les humanistes. Afin d'être en mesure d'aller de l'avant sur le plan scolaire, les Studia Humanitatis imposent des fondamentaux à partir de l'école. Ceux qui étudient avec l'Ars Dictaminis trouvent qu'il est difficile d'être accepté dans les universités après 1450. Les études humanistes comprennent la littérature classique, l'Histoire, la rhétorique, la dialectique, la philosophie naturelle, l'arithmétique, certains textes médiévaux, le grec ancien ainsi que les langues étrangères modernes. Les auteurs païens font leur apparition, alors que l'église s'implique moins dans les institutions académiques avant l'université. Érasme publie des Colloques en 1518, un livre contenant des dialogues écrits pour l'étude de la grammaire latine; il devient l'un des livres les plus populaires de son temps. Les élèves de Studia Humanista se préparent à des professions ayant trait à la politique ou aux affaires. L'apprentissage des Classiques et les autres matières de ce programme enseignent à la personne à parler, à argumenter et à écrire avec éloquence et pertinence.

## D'autres institutions
Au début de l'époque moderne, les enfants apprennent à lire et à écrire la langue vernaculaire et sont ensuite envoyés dans les écoles latines. Si les parents sont aisés, l'enfant peut y être accepté avant même d'avoir appris à lire ou à écrire  . Seuls les hommes y sont admis puisque les femmes sont instruites à la maison ou dans les couvents. Après la décision du Concile de Trente de cloître toutes les religieuses, les ordres féminins tels que l'Ursulines, fondent leurs propres écoles dans leurs couvents. L'université est la dernière étape de l'apprentissage scolaire et à l'intérieur de ses murs, le Latin est la langue des conférences et des débats académiques. Les Juifs, cependant, y compris ceux convertis au christianisme, ne sont pas autorisés à y enseigner. Ils créent ainsi  leurs propres écoles où ils enseignent la doctrine, l'hébreu et le latin.

## Les écoles latines contemporaines

### En Allemagne

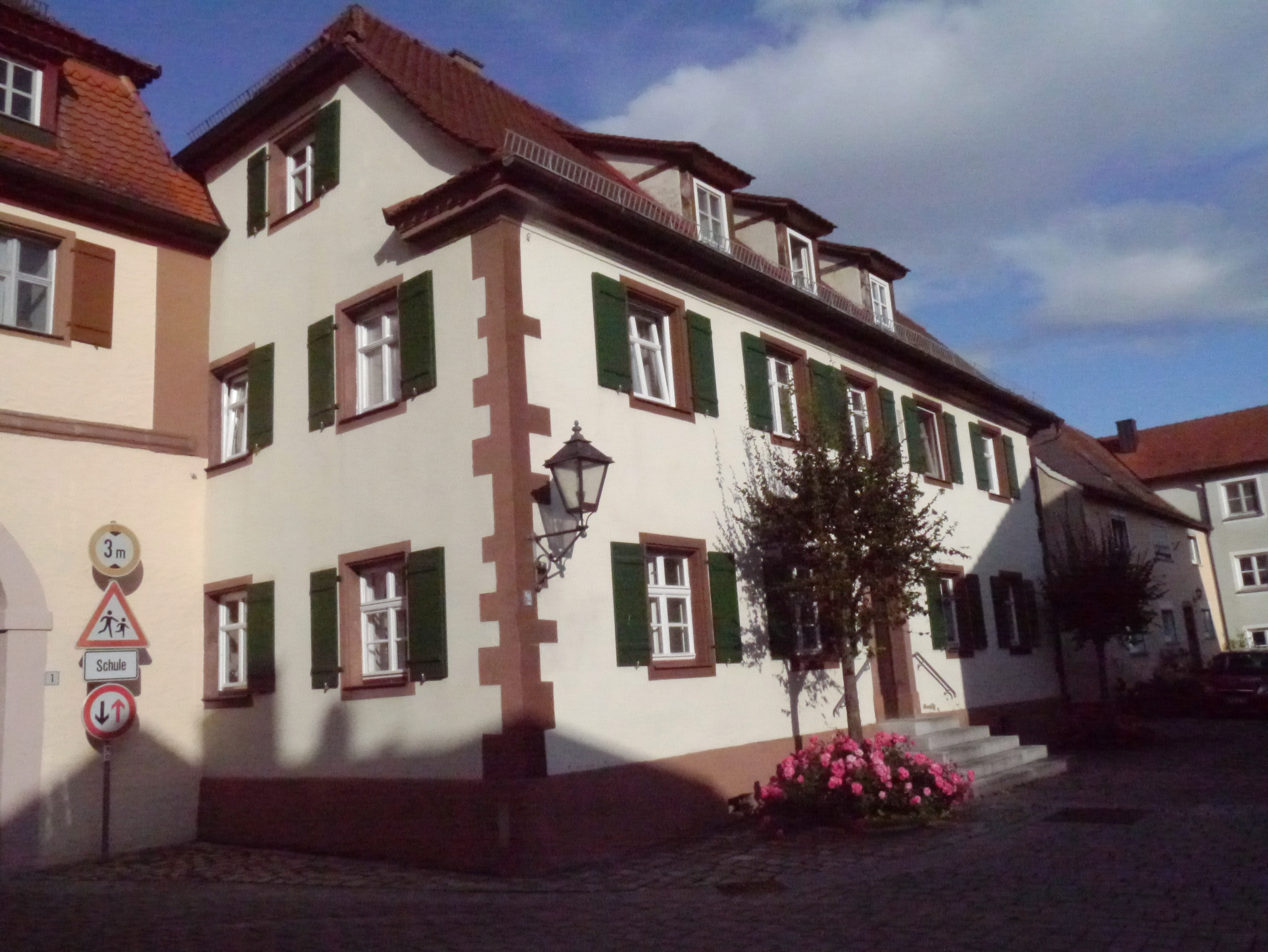
École latine de Merkendorf

En Allemagne, l’école latine prépare les élèves à étudier à l’Université ou à exercer une profession spirituelle; le latin y est le sujet et la langue principale de l’enseignement depuis le Moyen-âge. L’école latine dépend souvent d’un évêché ou d’une paroisse. L’école latine est une école urbaine (Furstenschule) où sont enseignés les 7 arts libéraux – y compris le trivium (grammaire, rhétorique et dialectique). Ces écoles portent des noms variés : lycée, école d’érudits, gymnasium, séminaire. Dans les écoles latines actuelles, on apprend à parler et écrire le latin. 

### En Belgique
Il existe une école enseignant les humanités classiques gréco-latines. On y apprend notamment l'histoire des religions dans le cadre d'un cours en latin parlé,.